# Fokker E.I
Fokker E.I là loại máy bay tiêm kích đầu tiên đưa vào trang bị của Không quân Đức trong Chiến tranh thế giới I.

## Quốc gia sử dụng
Austria-Hungary
- Kaiserliche und Königliche Luftfahrtruppen

 German Empire
- Luftstreitkräfte
- Kaiserliche Marine

 Thổ Nhĩ Kỳ
- Không quân Ottoman

## Tính năng kỹ chiến thuật (E.I.)
Đặc điểm tổng quát
- Tổ lái: 1
- Chiều dài: 7,22 m (23 ft 7 in)
- Sải cánh: 8,85 m (29 ft 0 in)
- Chiều cao: 2,9 m (9 ft 5½ in)
- Diện tích cánh: 15,9 m² (172,2 ft²)
- Trọng lượng rỗng: 360 kg (789 lb)
- Trọng lượng có tải: 563 kg (1.241 lb)
- Động cơ: 1 × Oberursel U.0, 80 hp (60 kW)

 Hiệu suất bay 
- Vận tốc cực đại: 130 km/h (81 mph)
- Tầm bay: 198 km ở vận tốc 110 km/h (123 mi ở vận tốc 68 mph)
- Trần bay: 3.000 m (9.840 ft)
- Vận tốc leo cao: 20 phút lên độ cao 2.000 m (6.560 ft)

Trang bị vũ khí

- 1 × súng máy Spandau lMG 08 7,92 mm (.312 in)